# Hoger-Op Wolvertem Merchtem
Maillots
Dernière mise à jour : 10 août 2021.
Le Hoger-Op Wolvertem Merchtem est un club de football belge basé dans l'ancienne commune de Wolvertem, dans le Brabant flamand. Ce club porte le matricule 3155 et ses couleurs sont le rouge et le bleu.
Il évolue en Division 3 Amateur lors de la saison 2021-2022, pour ce qui est sa 16e saison dans les séries nationales.
Le club est issu d'une fusion, en 2016, entre le K. Wolvertem SC  (3155) et le Merchtem 2000 (9361).

## Repères historiques
- 1938 : fondation de SPORT NA ARBEID WOLVERTEM qui rejoint la Vlaams Voetbalbond.
- 1939 : 01/09/1939, SPORT NA ARBEID WOLVERTEM s’affilie auprès de l’URBSFA qui lui attribue le matricule 3155.
- 1941 : 21/05/1941, SPORT NA ARBEID WOLVERTEM (3155) change sa dénomination et devient WOLVERTEM SPORTING CLUB (3155).
- 1976 : mai 1976, WOLVERTEM SPORTING CLUB (3155) gagne le droit de monter en séries nationales pour la première fois de son Histoire.L'aventure ne dure qu'une seule saison.
- 1986 : mai 1986, WOLVERTEM SPORTING CLUB (3155) revient séries nationales mais est de nouveau relégué après une saison.
- 2002 : 17/01/2002, WOLVERTEM SPORTING CLUB (3155) est reconnu "Société Royale". Le 01/07/2002, le club devient le KONINKLIJKE WOLVERTEM SPORTING CLUB (3155).
- 2013 : mai 2013, KONINKLIJKE WOLVERTEM SPORTING CLUB (3155) retrouve les séries nationales après 22 ans d'absence.
- 2016 : 01/07/2016, KONINKLIJKE WOLVERTEM SPORTING CLUB (3155) fusionne avec FOOTBALL CLUB MERCHTEM 2000 (9361) pour former HOGER OP WOLVERTEM MERCHTEM (3155).

## Fusion
Dans le courantr de la saison 2015-2016, le K. Wolvertem SC (3155) conclut un accord de fusion avec le FC Merchtem 2000. Le FC Merchtem 2000 (matricule 9361) a été fondé en 2000, à la suite de la disparition de l'ancien matricule 2242.
La fusion devient effective le 1er juillet 2016 et le matricule 3155 prend le nom de Hoger Op Wolvertem Merchtem.

## Logos

ancien logo du K. Wolvertem SC
ancien logo du FC Merchtem 2000

## Résultats dans les divisions nationales
Statistiques mises à jour le 10 août 2021 - au terme de la saison 2020-2021

### Bilan
| Niv | Divisions     | Jouées | Titres | TM Up | TM Down |
| --- | ------------- | ------ | ------ | ----- | ------- |
| I   | 1re nationale | 0      | 0      |       |         |
| II  | 2e nationale  | 0      | 0      |       |         |
| III | 3e nationale  | 0      | 0      |       |         |
| IV  | 4e nationale  | 7      | 0      |       |         |
| V   | 5e nationale  | 6      | 0      |       |         |
|     |               |        |        |       |         |
|     | TOTAUX        | 13     | 0      | 0     | 0       |

- TM Up : test-match pour départager des égalités, ou toutes formes de Barrages ou de Tour final pour une montée éventuelle.
- TM Down : test-match pour départager des égalités, ou toutes formes de Barrages ou de Tour final pour le maintien.

### Classements saison par saison
| Ordre               | Saison    | Nom du club           | Niveau                         | Classement final | Remarques                      |
| ------------------- | --------- | --------------------- | ------------------------------ | ---------------- | ------------------------------ |
| 1                   | 1976-77   | Wolvertem SC          | Promotion série B              | 16e/16           | Relégué                        |
| séries provinciales |           |                       |                                |                  |                                |
| 2                   | 1986-87   | Wolvertem SC          | Promotion série B              | 15e/16           | Relégué                        |
| séries provinciales |           |                       |                                |                  |                                |
| 3                   | 1989-90   | K. Wolvertem SC       | Promotion série B              | 12e/16           |                                |
| 4                   | 1990-91   | K. Wolvertem SC       | Promotion série A              | 16e/16           | Relégué                        |
| séries provinciales |           |                       |                                |                  |                                |
| 5                   | 2013-14   | K. Wolvertem SC       | Promotion série B              | 9e/16            |                                |
| 6                   | 2014-15   | K. Wolvertem SC       | Promotion série B              | 11e/16           |                                |
| 7                   | 2015-16   | K. Wolvertem SC       | Promotion série B              | 10e/16           | Relégué!                       |
| 8                   | 2016-2017 | HO Wolvertem Merchtem | Division 3 Amateur VFV série A | 8e/16            |                                |
| 9                   | 2017-2018 | HO Wolvertem Merchtem | Division 3 Amateur VFV série A | 10e/16           |                                |
| 10                  | 2018-2019 | HO Wolvertem Merchtem | Division 3 Amateur VFV série A | 11e/16           |                                |
| 11                  | 2019-20   | HO Wolvertem Merchtem | Division 3 VV série A          | 10e/16           | Saison arrêtée le 12 mars 2020 |
| 12                  | 2020-21   | HO Wolvertem Merchtem | Division 3 VV série A          | N/A              | Saison annulée                 |
| 13                  | 2021-22   | HO Wolvertem Merchtem | Division 3 VV série A          | .../16           |                                |
| 14                  | 2022-23   | HO Wolvertem Merchtem | Division 3 VV série A          | 9e/16            |                                |